# Heteroxenia rigida
Heteroxenia rigida är en korallart som först beskrevs av May 1899.  Heteroxenia rigida ingår i släktet Heteroxenia och familjen Xeniidae. Inga underarter finns listade i Catalogue of Life.